# Бердюгіно (Цілинний округ)
Бердю́гіно (рос. Бердюгино) — присілок у складі Цілинного округу Курганської області, Росія.
Населення — 27 осіб (2010, 42 у 2002).
Національний склад станом на 2002 рік:
- росіяни — 45 %
- татари — 29 %